# Cathédrale de Fiesole
La cathédrale de Fiesole ou cathédrale Saint-Romulus (en italien : Duomo di Fiesole, cattedrale di San Romolo) est une église catholique romaine de Fiesole, en Italie. Il s'agit de la cathédrale du diocèse de Fiesole.

## Architecture

L'intérieur de la cathédrale.

### Article lié
- Liste des cathédrales d'Italie